# Josef Schmidbauer
Josef Schmidbauer (9. března 1816 Thal – 4. prosince 1886 Straßgang) byl rakouský politik německé národnosti ze Štýrska, v 2. polovině 19. století poslanec Říšské rady.

## Biografie
Roku 1837 zdědil zemědělské hospodářství ve Windorfu u Straßgangu nedaleko Štýrského Hradce. Absolvoval čtyletý zemědělský kurz v Thalu. Byl politicky aktivní. Od roku 1850 do roku 1866 zastával úřad starosty Windorfu. Roku 1857 byl vybrán za delegáta štýrských rolníků na výstavu do Vídně. Po desítky let zasedal v místní zemědělské společnosti. Byl zvolen i na Štýrský zemský sněm.
Působil taky jako poslanec Říšské rady (celostátního parlamentu Předlitavska), kam nastoupil ve volbách roku 1879 za kurii venkovských obcí ve Štýrsku, obvod Štýrský Hradec, Voitsberg atd. Ve volebním období 1879–1885 se uvádí jako Josef Schmidbauer, majitel hospodářství, bytem Straßgang.
Po volbách roku 1879 se uvádí jako konzervativec. Zpočátku patřil do konzervativního Hohenwartova klubu (tzv. Strana práva). Koncem listopadu 1881 přešel do nově utvořeného tzv. Liechtensteinova klubu (oficiálně nazývaný Klub středu, Zentrumsklub), který měl silnější katolickou a centristickou orientaci.
Byl čtyřikrát ženatý a zplodil celkem 23 potomků, z nichž ovšem v době jeho úmrtí žilo jen 12.
Zemřel v prosinci 1886. Trpěl dnou nebo revmatem a měl těžké bolesti.